# イチネンホールディングス
株式会社イチネンホールディングス（英: ICHINEN HOLDINGS CO.,LTD.）は、大阪府大阪市淀川区西中島に拠点を構える企業。自動車リース、自動車メンテナンス事業受託事業や燃料販売事業、ケミカル事業、パーキング事業等様々なサービスを展開している。

## 沿革
- 1930年（昭和5年）6月 - 大阪市港区安治川に黒田重太郎商店（石炭販売業）を創業。
- 1963年（昭和38年）5月 - 大阪市西区北境川町に黒田商事株式会社を設立。
- 1969年（昭和44年）
  - 11月 - 商号を株式会社イチネン（現・イチネンホールディングス）に変更。
  - 12月 - 自動車リース業・自動車整備業・損害保険代理業を開始。
- 1973年（昭和48年）5月 - 自動車リース部門強化のため、東京営業所（現・株式会社イチネン東京支店）を開設。
- 1975年（昭和50年）8月 - 名古屋営業所（現・株式会社イチネン名古屋支店）を開設。
- 1976年（昭和51年）7月 - 福岡営業所（現・株式会社イチネン九州支店）を開設。
- 1980年（昭和55年）2月 - 自動車メンテナンス受託業開始。
- 1987年（昭和62年）4月 - リース満了車処分の会社として、株式会社ユニカム（現・イチネン ユニカム営業本部）を設立。
- 1994年（平成6年）8月 - 大阪証券取引所市場第二部（旧：新二部）に上場。
- 2000年（平成12年）
  - 6月 - 自動車リース事業の規模拡大を目的に野村オートリース株式会社を子会社化。
  - 10月 - 自動車リース事業の規模拡大を目的に、ユアサ商事との合弁によりユアサオートリース株式会社を設立。
  - 11月 - 自動車リース事業の規模拡大を目的にアルファオートリース株式会社を子会社化。
- 2001年（平成13年）
  - 2月 - 自動車メンテナンス管理業務を代行する専門会社を設立することを目的にサービス事業本部を分社化し、株式会社アームズ（現・イチネン）を設立。
  - 9月 - 株式会社セレクト（現・イチネンファシリティーズ）をグループ会社化。
- 2002年（平成14年）8月 - パーキング事業を開始。
- 2003年（平成15年）4月 - 東京証券取引所市場第二部に上場。
- 2004年（平成16年）5月 - 自動車・産業用ケミカル用品製造・販売を目的に株式会社コーザイを子会社化。
- 2005年（平成17年）
  - 9月 - 大阪証券取引所および東京証券取引所の市場第一部にそれぞれ上場。
  - 10月 - 株式会社IKL（現・野村オートリース）を子会社化[1]。
- 2006年（平成18年）
  - 2月 - ケミカル事業の拡大を目的として、タイホー工業（現・イチネンケミカルズ）を子会社化。
  - 10月 - タイホー工業がコーザイを合併し、株式会社タイホーコーザイに商号変更。
- 2007年（平成19年）
  - 4月 - イチネンBPプラネット株式会社が営業開始。
  - 9月 - タイホーコーザイを株式交換により完全子会社化。
- 2008年（平成20年）
  - 3月 - 野村オートリースがIKLを吸収合併。
  - 10月 - リース事業、自動車メンテナンス受託事業等を分割し、アームズに承継させる会社分割（吸収分割）を実施。また、パーキング事業を分割し、株式会社イチネンパーキング（初代）を設立する会社分割（新設分割）を実施。
    - 当該会社分割により、グループ各社の株式を保有する持株会社となり、株式会社イチネンホールディングスに社名変更。
- 2009年（平成21年）11月 - パーキング事業の強化を図るため、株式会社リアルドパーキングを設立。
- 2010年（平成22年）
  - 2月 - ユアサオートリースの全株式を取得し、完全子会社化。
  - 3月 - イチネンがユアサオートリースを吸収合併。
  - 7月 - 株式会社ITLの全株式を取得し、子会社化。
  - 10月 - イチネンがITLを吸収合併。
- 2011年（平成23年）
  - 1月 - 株式会社イチネンカーシェアリングを設立し、カーシェアリング事業に参入。
  - 4月 - イチネンパーキングがリアルドパーキングを吸収合併。
- 2012年（平成24年）
  - 8月 - 前田機工株式会社（のちのイチネン前田）の全株式を取得し、子会社化。機械工具販売事業に参入。
  - 9月 - 株式会社ジコー（現・イチネンジコー）の全株式を取得し、子会社化。合成樹脂事業に参入。
- 2013年（平成25年）5月 - タスコジャパン株式会社（現・イチネンTASCO）の全株式を取得し、子会社化。
- 2014年（平成26年）
  - 1月 - 株式会社ミツトモ製作所（のちのイチネンミツトモ）の全株式を取得し、子会社化。
  - 4月 - 前田機工の子会社である株式会社トライアップを直接の子会社化。
  - 8月 - トライアップが株式会社イチネンネットに社名変更。
- 2015年（平成25年）
  - 4月 - 前田機工を株式会社イチネン前田、タスコジャパンを株式会社イチネンTASCO、セレクトを株式会社イチネンファシリティーズに社名変更。
  - 8月 - 共栄株式会社の全株式を取得し、子会社化。
  - 11月 - 東京電力より東電リース株式会社の全株式を取得し、子会社化。株式会社イチネンTDリースに商号変更。
- 2016年（平成28年）4月 -
  - タイホーコーザイを株式会社イチネンケミカルズ、ジコーを株式会社イチネンジコー、ミツトモ製作所を株式会社イチネンミツトモに社名変更。
  - 野村オートリースがアルファオートリース株式会社を吸収合併。
- 2017年（平成29年）
  - 4月 - 株式会社ゴンドーの全株式を取得し、子会社化。
  - 10月 - イチネン前田が共栄株式会社を吸収合併。
- 2018年（平成30年）
  - 1月 - 昌弘機工株式会社（のちのイチネンSHOKO）の全株式を取得し、子会社化。
  - 8月 - 完全子会社のトヨシマ分割準備株式会社が株式会社トヨシマの事業を承継し、株式会社トヨシマに商号変更。
- 2019年（平成31年/令和元年）
  - 4月 -
    - イチネンがイチネンBPプラネット株式会社を吸収合併。
    - トヨシマが、イチネン前田、イチネンミツトモ、ゴンドー、イチネンSHOKOを吸収合併し、株式会社イチネンMTMに社名変更。

  - 11月 - 完全子会社のアクセス分割準備株式会社が株式会社アクセスの事業を承継し、株式会社アクセスに商号変更[2]。
- 2020年（令和2年）3月 - 完全子会社の浅間製作所分割準備株式会社が株式会社浅間製作所の事業を承継し、株式会社浅間製作所に商号変更[3]。
- 2021年（令和3年）10月 - 新光硝子工業株式会社の全株式を取得し、子会社化[4]。
- 2022年（令和4年）
  - 3月 - オリエントコーポレーションから株式会社オートリの全株式を取得し、子会社化[5][6]。
  - 4月 -
    - 浅間製作所がイチネンジコーを吸収合併し、株式会社イチネン製作所に商号変更[7]。
    - アクセスを株式会社イチネンアクセスに商号変更[8]。
- 2023年（令和5年）
  - 4月 - オートリがイチネンパーキング（初代）を吸収合併し、株式会社イチネンパーキング（2代）に商号変更[9]。
  - 11月 - 日東エフシー株式会社の全株式を取得し、子会社化[10][11]。

## グループ会社
- 株式会社イチネン
- 株式会社イチネンTDリース
- 株式会社イチネンケミカルズ
- 株式会社イチネンパーキング
- 株式会社イチネンMTM
- 株式会社イチネンTASCO
- 株式会社イチネンネット
- 株式会社イチネン製作所
- 株式会社イチネン農園
- 株式会社イチネン高知日高村農園
- 株式会社イチネンロジスティクス
- 株式会社イチネンファシリティーズ
- 株式会社イチネンアクセス
- 野村オートリース株式会社（2025年12月に株式会社イチネンに吸収合併する予定[12]）
- 新光硝子工業株式会社
- 日東エフシー株式会社

## 提供番組
- NEWS ZERO（日テレ系列、2016年10月 - 2018年3月 木曜中盤ネットセールス枠）※後継はPERSOL。
- ウェークアップ!ぷらす→ サタデーLIVE ニュース ジグザグ（ytv制作・日テレ系列、2014年4月 - ）